# Brahmaea wallichii
Brahmaea wallichii là một loài bươm đêm thuộc họ Brahmaeidae. Nó được tìm thấy ở phía bắc của Ấn Độ, Myanma, Trung Quốc, Đài Loan và Nhật Bản.
Sải cánh dài khoảng 160 mm (6,3 in).

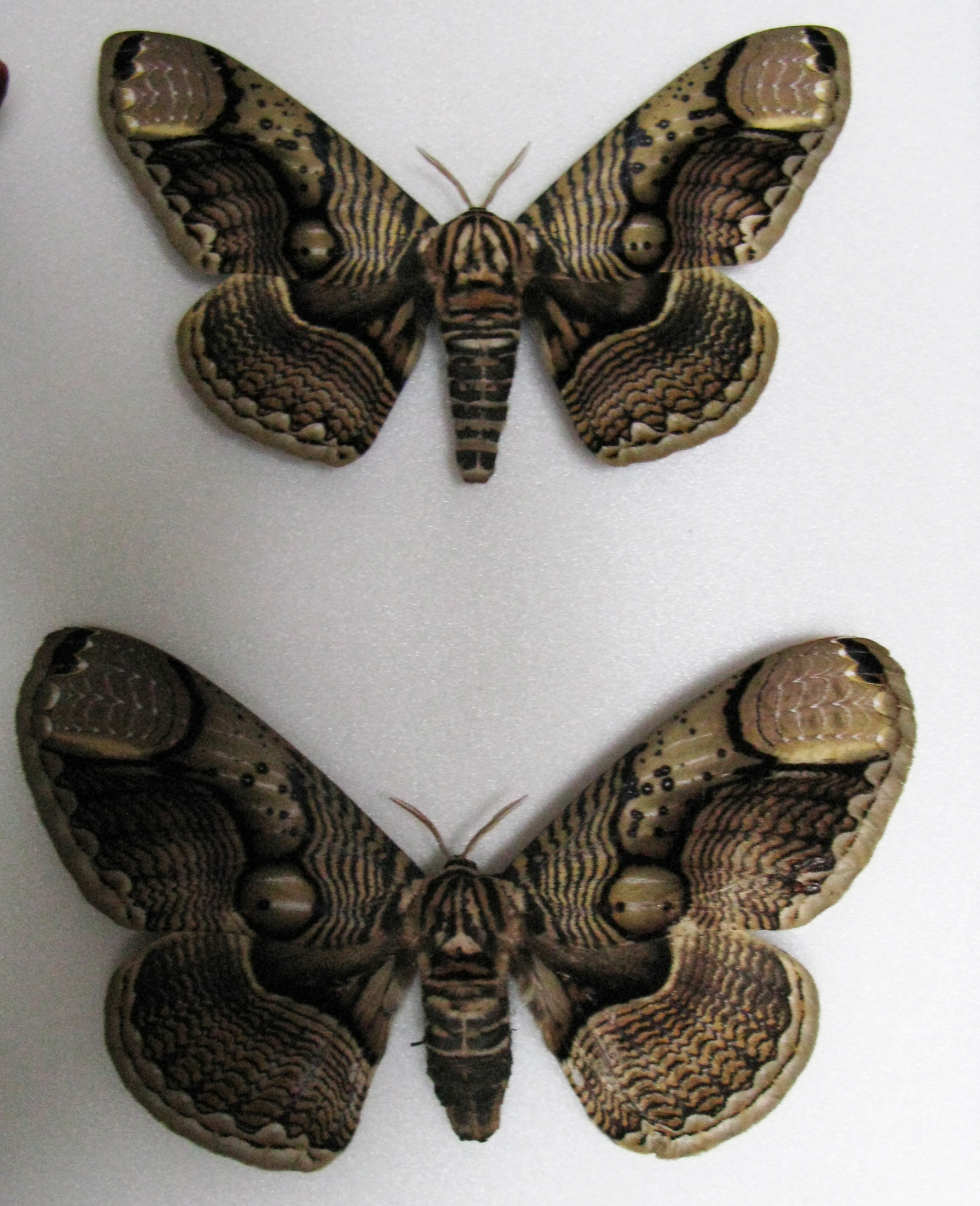
Mounted pair

Ấu trùng ăn Fraxinus excelsior, Ligustrum và đinh hương châu Âu. Chúng có khả năng trung hòa chất độc do cây tiết ra bằng Ligustrum.
Loài này được đặt tên theo nhà thực vật học Nathaniel Wallich.

## Hình ảnh

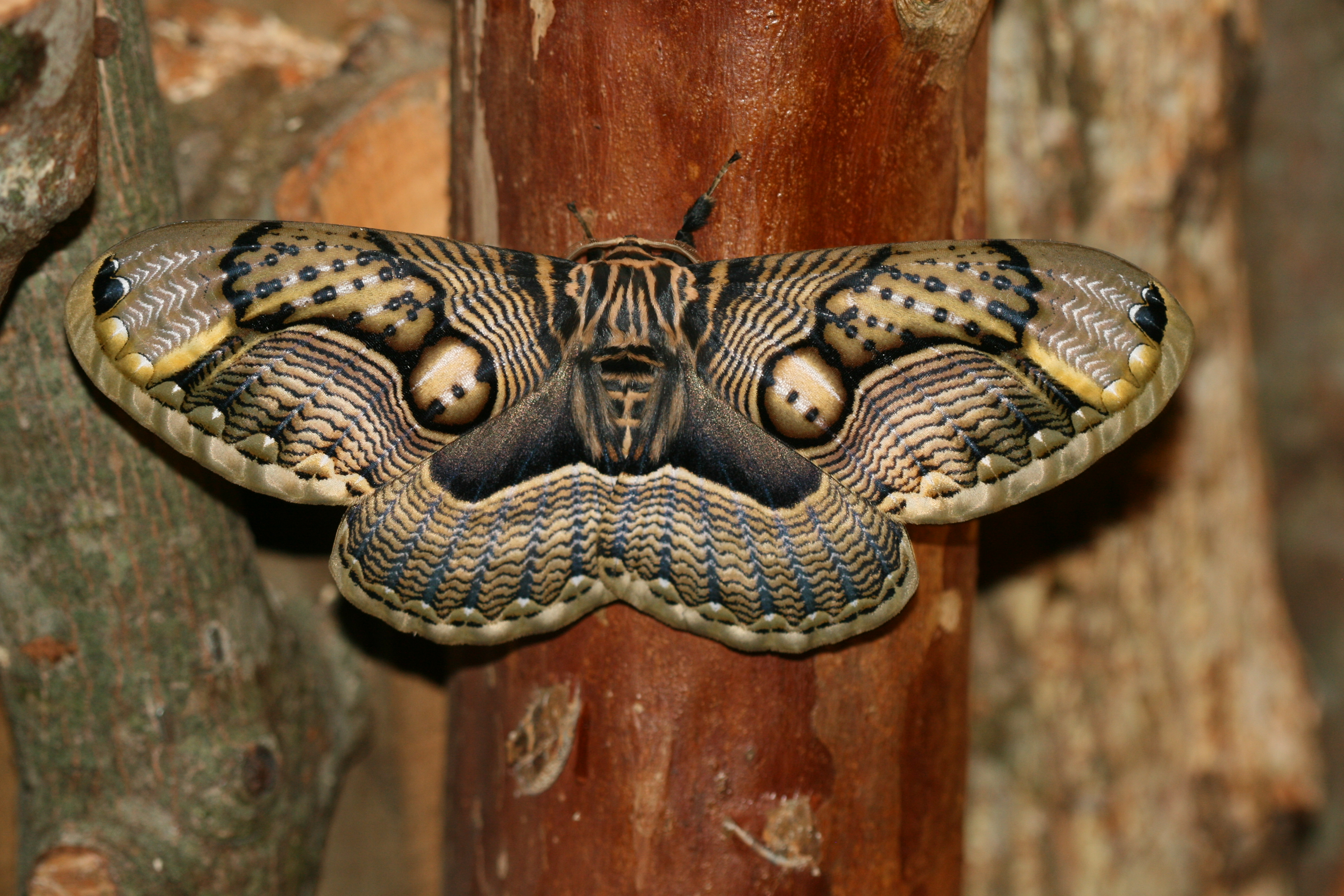
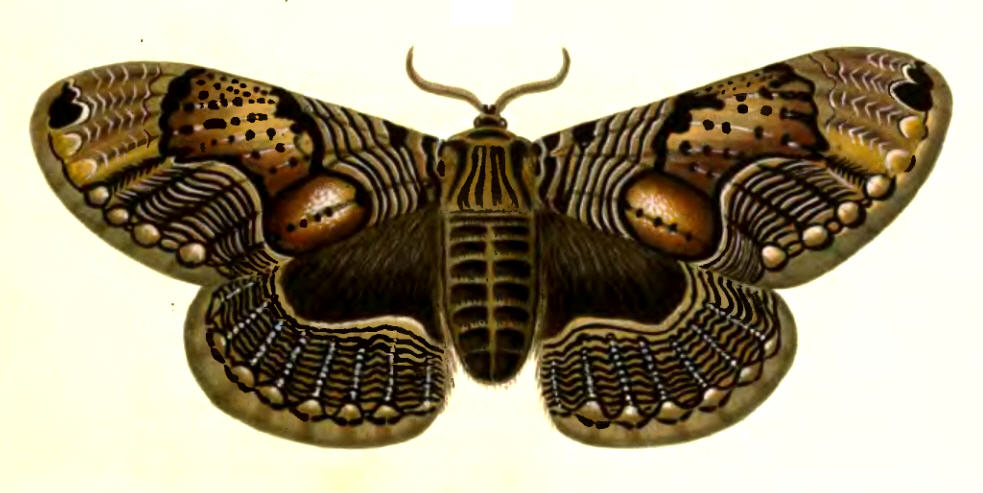
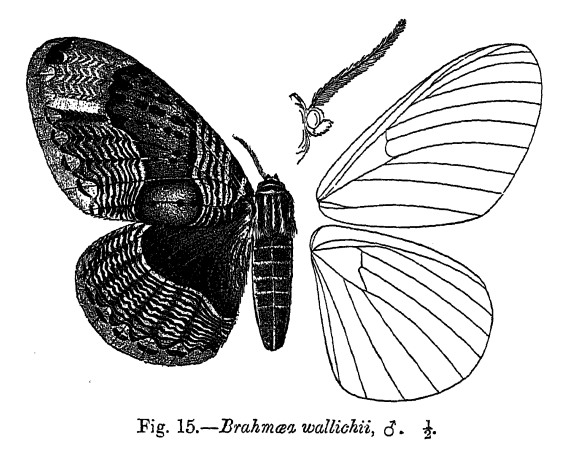
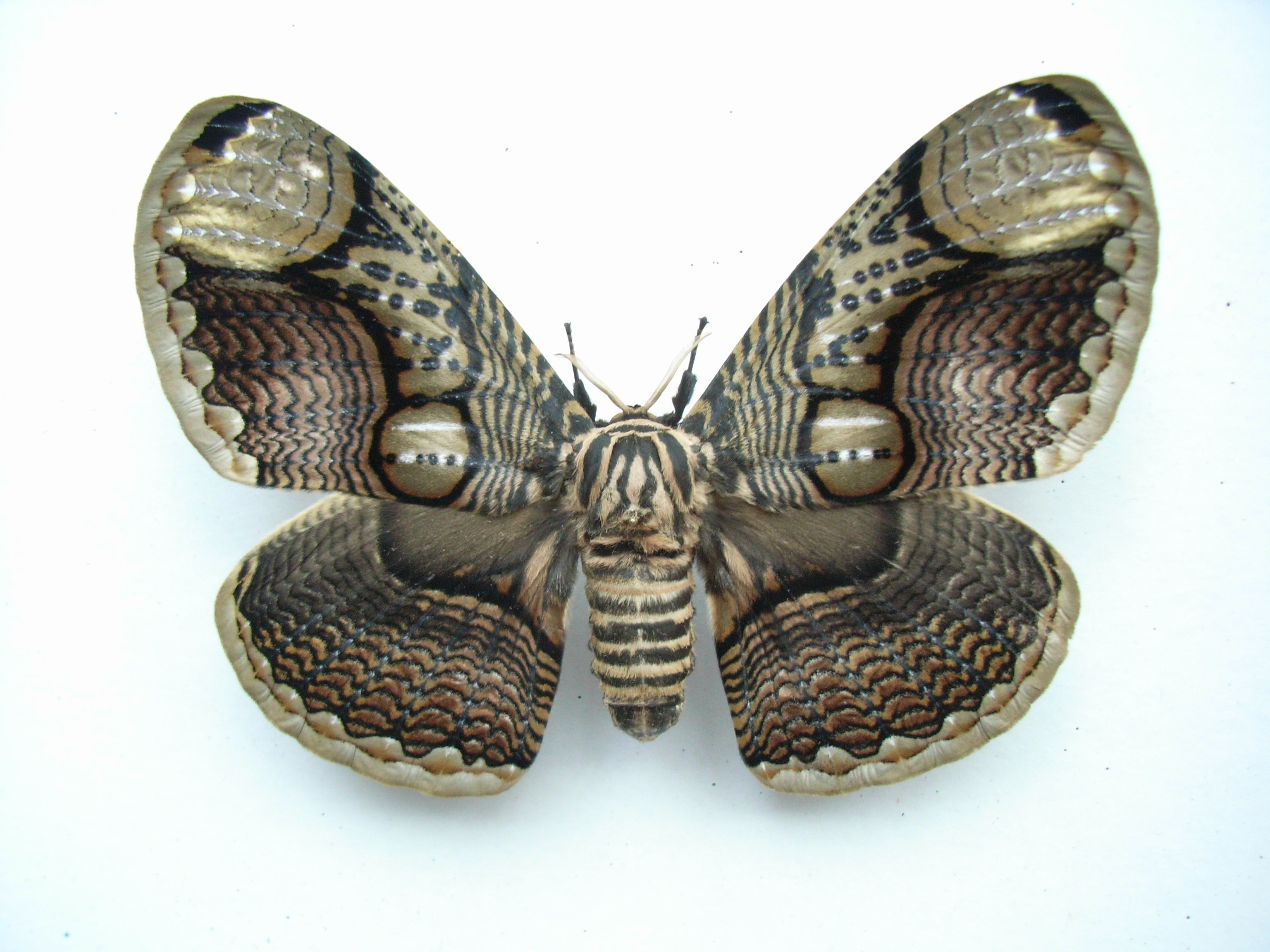